# Livelli di energia degeneri
In meccanica quantistica un livello di energia è detto degenere se corrisponde a due o più differenti stati misurabili di un sistema quantistico. Allo stesso modo due o più differenti stati di un medesimo sistema quantomeccanico sono detti degeneri se una misurazione della loro energia restituisce lo stesso valore. Il numero di differenti stati che corrispondono ad uno stesso livello di energia è detto grado di degenerazione del livello. Esso è rappresentato matematicamente da un'hamiltoniana del sistema avente più di un autostato linearmente indipendenti a cui sono associati gli stessi autovalori di energia. In meccanica classica, si può spiegare il fenomeno in termini di differenti traiettorie possibili associate alla stessa energia.
La degenerazione gioca un ruolo fondamentale in meccanica quantistica statistica. Per un sistema di N particelle in tre dimensioni, ad un singolo livello di energia possono corrispondere parecchie funzioni d'onda o stati energetici. Tali stati degeneri a uguale energia hanno la stessa probabilità di essere riempiti. Il numero di questi stati dà il grado di degenerazione di un particolare livello di energia.

## Considerazioni matematiche
I possibili stati di un sistema meccanico quantistico possono essere trattati matematicamente come vettori astratti in uno spazio di Hilbert complesso, separabile, mentre gli osservabili possono essere rappresentati da operatori hermitiani che agiscono sui vettori di stato. Le componenti di questi vettori e gli elementi della matrice di un operatore possono essere determinati scegliendo una base apposita nello spazio di stato. Se {\displaystyle A} è una matrice {\displaystyle N}×{\displaystyle N}, {\displaystyle X} un vettore non nullo e λ uno scalare tale che {\displaystyle AX=\lambda X}, allora si dice che λ è un autovalore di {\displaystyle A} e il vettore {\displaystyle X} è detto autovettore di {\displaystyle A} associato a λ. Insieme al vettore nullo, l'insieme di tutti gli autovettori associati ad un dato valore di λ formano un sottospazio di {\displaystyle \mathbb {C} ^{n}}, che viene chiamato autospazio di λ. Un autovalore λ associato a due o più autovettori differenti e linearmente indipendenti è detto degenere (se si verifica, per esempio, {\displaystyle AX_{1}=\lambda X_{1}} e {\displaystyle AX_{2}=\lambda X_{2}} con {\displaystyle X_{1}} e {\displaystyle X_{2}} vettori linearmente indipendenti). La dimensione dell'autospazio associato ad un dato autovalore è detto grado di degenerazione e può essere finito o infinito. Un autovalore è detto non degenere se il suo sottospazio è monodimensionale. Gli autovalori delle matrici che rappresentano osservabili fisiche e gli autostati associati a questi autovalori sono gli stati che è possibile ritrovare a seguito di una misurazione. I valori di energia che possono essere ritrovati a seguito di misurazioni per un sistema quantistico sono dati dagli autovalori dell'operatore hamiltoniano, mentre gli autostati associati sono gli unici stati energetici in cui si può trovare il sistema.
Un valore di energia è detto degenere se esistono almeno due stati energetici linearmente indipendenti associati ad esso. Inoltre, ogni combinazione lineare di due o più autostati degeneri è anch'esso un autostato dell'operatore hamiltoniano e ad esso è associato lo stesso autovalore di energia.

## Effetto della degenerazione sulla misure di energia
In assenza di degenerazione, se si misura il valore di energia di un sistema quantistico, si assume noto lo stato del sistema associato ad esso in quanto ad un autostato corrisponde un unico autovalore. Comunque, se l'hamiltoniana {\displaystyle H} ha un autovalore degenere {\displaystyle E_{n}} con grado di degenerazione {\displaystyle g_{n}}, gli autostati ad esso associati formano un sottospazio vettoriale di dimensione {\displaystyle g_{n}}. In tal caso, parecchi stati finali possono essere associati ad uno stesso risultato {\displaystyle E_{n}}, e tutti questi sono combinazioni lineari dei gn autovettori ortonormali {\displaystyle |E_{n,i}\rangle }.
In questo caso, la probabilità che il valore di energia misurato per un sistema nello stato {\displaystyle |\psi \rangle } dia come risultato il valore {\displaystyle E_{n}} è dato dalla somma delle probabilità di trovare il sistema in ciascuno degli stati 
in questa base, per esempio:
{\displaystyle P(E_{n})=\sum _{i=1}^{g_{n}}|\langle E_{n,i}|\psi \rangle |^{2}}